# Белорусец, Сергей Иванович
Сергей Иванович Белорусец — советский хозяйственный, государственный и политический деятель.

## Биография
Родился в 1890 году.
С 1915 года — на хозяйственной, общественной и политической работе. В 1915—1957 гг. — врач, хирург, уролог, организатор специализированной урологической службы в Рязани и области, заведующий урологическим отделением в Рязанской областной больнице им. Н. А. Семашко.
Избирался депутатом Верховного Совета РСФСР 2-го и 3-го созывов.
Умер в Рязани в 1958 году.